# Hemnypia baueri

Hemnypia baueri, vrsta leptira iz porodice grbica (Geometridae) raširenog u kalifornijskom obalnom području i Novom Meksiku.
Jedini je prtedstavnik u rodu Hemnypia koji pripada potporodici Ennominae.